# Edward Cooke Armstrong
Edward Cooke Armstrong (* 21. August 1871 in Winchester, Virginia; † 5. März 1944, Princeton, New Jersey) war ein US-amerikanischer Romanist und Mediävist.

## Leben und Werk
Armstrong wurde 1897 an der Johns Hopkins University promoviert mit der Arbeit Le chevalier à l'Épée. An old French poem (Baltimore 1900). Er war Schüler von Aaron Marshall Elliott und Gaston Paris. Er lehrte ab 1897 an der Johns Hopkins University, ab 1910 als Nachfolger seines Lehrers Elliott. 1917 wechselte er an die Princeton University. Sein Nachfolger in Baltimore war Henry Carrington Lancaster. Armstrong gab ab 1914 die „Elliott Monographs in the Romance Languages and Literatures“ heraus, die bis 1976 erschienen. In Princeton wurden die vom Department of French and Italien herausgegebenen „Edward C. Armstrong Monographs“ nach ihm benannt.
1931 wurde Armstrong in die American Academy of Arts and Sciences gewählt.

## Schriften
- Syntax of the French verb, New York 1909, 1915
- The french metrical versions of Barlaam and Josaphat with especial reference to the termination in Gui de Cambrai, Princeton 1922, New York 1965
- The authorship of the Vengement Alixandre and the Venjance Alixandre, Princeton 1926, New York 1965
- (Hrsg. mit Alfred Foulet u. a.) The Medieval French „Roman d’Alexandre“, 7 Bde., Princeton 1937–1976